# David Mitchell (criminel)
Pour les articles homonymes, voir David Mitchell (homonymie) et Mitchell.
David Mitchell (1972 - 6 janvier 2000) est un meurtrier haïtien. Il est célèbre pour être actuellement le dernier condamné à mort à avoir été exécuté aux Bahamas.

## Biographie

### Condamnation
Il est condamné à la peine de mort en novembre 1994, après avoir été reconnu coupable des meurtres de Horst et Traude Henning, un couple de touristes allemands, en vacances dans leur résidence secondaire à Treasure Cay (en), pour lequel il travaillait occasionnellement.  
Mitchell a été reconnu coupable d’avoir poignardé ses victimes à mort et a été condamné à mort par pendaison. Il devait initialement être exécuté le 10 août 1999, mais son exécution a été retardée pour permettre aux cours d’appel des Bahamas d’entendre son appel sur la constitutionnalité de la peine de mort. Son appel a été rejeté par les tribunaux bahamiens et par le Comité judiciaire du Conseil privé à Londres, qui agit en tant que cour d’appel finale pour les Bahamas. Mitchell a été pendu à la prison de Fox Hill à Nassau dans la matinée du 6 janvier 2000.